# Cnemidochroma phyllopoides
Cnemidochroma phyllopoides är en skalbaggsart som först beskrevs av Schmidt 1924.  Cnemidochroma phyllopoides ingår i släktet Cnemidochroma och familjen långhorningar. Inga underarter finns listade i Catalogue of Life.